# Hamar (stacja kolejowa)
Hamar – stacja kolejowa w Hamarze, w regionie Hedmark w Norwegii, jest oddalona od Oslo Sentralstasjon o 126,26 km. Jest położona na wysokości 127,0 m n.p.m. Jest jednym z najważniejszych węzłów komunikacyjnych w regionie.

## Ruch pasażerski
Leży na linii Dovrebanen. Stacja obsługuje ruch lokalny do Oslo Sentralstasjon i Lillehammer; pociągi na tej trasie jeżdżą co dwie godziny w obie strony.
Stacja obsługuje 6 połączeń dziennie z Oslo S i Dombås oraz cztery z Trondheim S. Obsługuje również 6 połączeń dziennie z Røros i jedno z Rrondheim S.

## Obsługa pasażerów
Wiata, poczekalnia, kasa biletowa, automat biletowy, telefon publiczny, schowki bagażowe, winda peronowa. parking na 300 miejsc, parking rowerowy, WC, ułatwienia dla niepełnosprawnych, przystanek autobusowy, postój taksówek. W odległości 2 km od stacji znajduje się muzeum kolejowe.

## Historia
Obecny budynek stacji jest trzecim w jej historii, po dwóch drewnianych – pierwszy z nich był otwarty w 1862, drugi w 1880. Oba zostały zburzone w 1896. Obecny został zaprojektowany przez norweskiego projektanta Paula Duego. Budynek przeszedł gruntowny remont przed igrzyskami olimpijskimi w Lillehammer.